# Colli Orientali del Friuli Pignolo
Le Colli Orientali del Friuli Pignolo est un vin rouge italien de la région Frioul-Vénétie Julienne doté d'une appellation DOC depuis le 20 juillet 1970. Seuls ont droit à la DOC les vins rouges récoltés à l'intérieur de l'aire de production définie par le décret. Les vignobles autorisés se situent au nord - est de la province d'Udine dans les communes de Tarcento, Nimis, Faedis, Povoletto, Attimis, Torreano, San Pietro al Natisone, Prepotto, Premariacco, Buttrio, Manzano, San Giovanni al Natisone et Corno di Rosazzo.
Le Colli Orientali del Friuli Pignolo répond à un cahier des charges moins exigeant que le Colli Orientali del Friuli Pignolo riserva, essentiellement en relation avec le vieillissement, et le Colli Orientali del Friuli Pignolo superiore.

## Caractéristiques organoleptiques
- couleur: rouge rubis ou rouge cerise tendant vers un rouge grenat après vieillissement
- odeur: caractéristique, agréable, frais
- saveur: sec, élégant, vif, avec des arômes de petits fruits rouges.

Le Colli Orientali del Friuli Pignolo se déguste à une température comprise entre 14 et 16 °C. Il se gardera 4 - 8 ans.

## Production
Province, saison, volume en hectolitres :
- Udine (1996/97) 25,55